# Supovac
Supovac (cyr. Суповац) – wieś w Serbii, w okręgu niszawskim, w mieście Nisz. W 2011 roku liczyła 344 mieszkańców.